# Erfrischungsgetränk

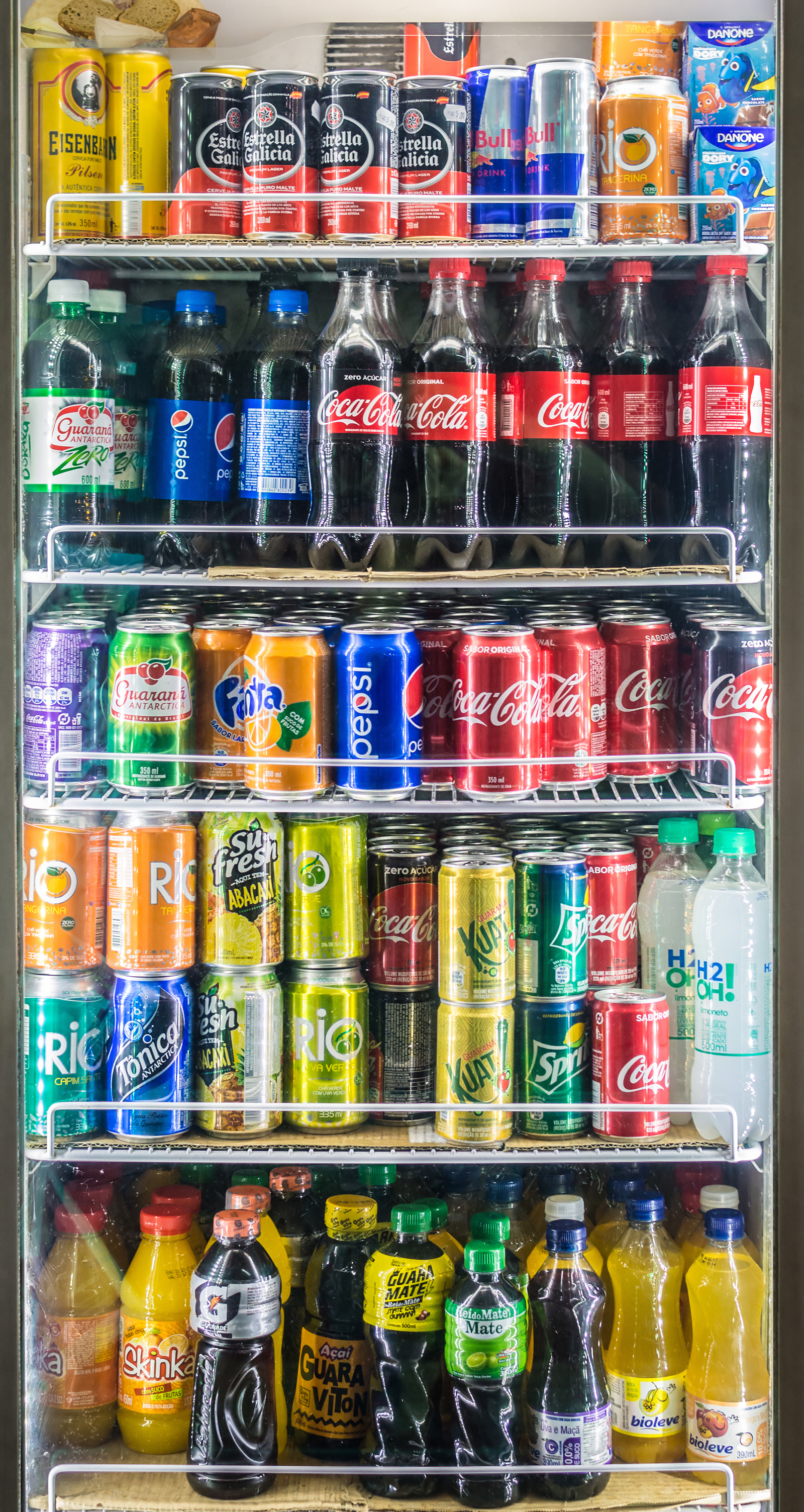
Erfrischungsgetränke in einem Supermarkt

Als Erfrischungsgetränke (englisch soft drink, eingedeutscht Softdrink, in Abgrenzung zu alkoholhaltigen hard drinks) produziert die Lebensmittelindustrie verschiedene Kaltgetränke, die meist kohlensäurehaltig und (ähnlich natürlicher Fruchtsäfte) süß-sauer aromatisiert sind.
Sowohl nach dem Deutschen Lebensmittelbuch, als Darlegung der allgemeinen Verkehrsauffassung, als auch nach dem Österreichischen Lebensmittelbuch handelt es sich um Getränke auf Wasserbasis mit geschmacksgebenden Zutaten. Zusätzlich enthalten dürfen sie Kohlensäure, Mineralstoffe, Vitamine, Zucker, Fruchtkonzentrat, Aromen, Süßstoffe und weitere Zutaten – außer Alkohol.

## Deutschland
Zu den Erfrischungsgetränken gehören laut den Leitsätzen für Erfrischungsgetränke des Deutschen Lebensmittelbuchs:
- Fruchtsaftgetränke
- Fruchtschorlen
- Limonaden
- Brausen

Fruchtsaft und Fruchtnektar zählen hingegen nicht zu den Erfrischungsgetränken; Fruchtsaftgetränke mit wesentlich geringeren Fruchtanteilen, dürfen auch nicht irreführend als Fruchtsaft oder -nektar bezeichnet werden. Erfrischungsgetränke müssen allerdings nicht streng alkoholfrei sein, sondern dürfen je Liter bis 2 g Alkohol enthalten, der aus ihren Fruchtbestandteilen oder Aromen stammt. Naturgetreue Fruchtbilder dürfen, außer bei farblosen Zitruslimonaden, in der Werbung oder auf der Packung nur dann verwendet werden, wenn diese Frucht tatsächlich darin ist oder dazu klargestellt ist, dass das Getränk bloß …-Geschmack oder …-Aroma besäße oder enthalte.
Koffeinhaltige Erfrischungsgetränke dürfen maximal 320 mg Koffein pro Liter enthalten. Zu dieser Gruppe zählen auch Energydrinks, die zudem bis zu 4 g Taurin, 200 mg Inosit und 2,4 g Glucuronolacton je Liter enthalten dürfen.
Bezüglich gesundheitlicher Auswirkungen des Konsums zuckerhaltiger Erfrischungsgetränke wies das RKI basierend auf KiGGS Welle 2 auf einen durch viele Studien aufgezeigten Zusammenhang zwischen einem hohen Konsum bei Kindern und Jugendlichen und einer erhöhten Gewichtszunahme hin. Das RKI verwies außerdem auf ein erhöhtes Risiken von Diabetes mellitus Typ II und von Karies. Zudem hätten Studien Hinweise auf negative Auswirkungen bestimmter Säuren, wie zum Beispiel Phosphorsäure (Konservierungsstoff: E 338 nach der Zusatzstoff-Zulassungsverordnung) in Cola-Getränken, auf die Knochendichte bei Heranwachsenden geliefert.

## Vereinigte Staaten
In den Vereinigten Staaten wird vorwiegend High Fructose Corn Syrup (HFCS) als Süßungsmittel eingesetzt (siehe hierzu auch: Maissirup).
In den Vereinigten Staaten wird angesichts stark angestiegener kindlicher Adipositas versucht, den Verbrauch von Softdrinks und anderer energiereicher Getränke einzudämmen. Als Teil dieser Entwicklung plante die Stadt San Francisco verpflichtende Warnhinweise auf Getränkeflaschen und -dosen mit einer Warnung vor erhöhten Risiken von Adipositas, Diabetes mellitus und Zahnschäden. Das wurde ihr jedoch gerichtlich untersagt; das Berufungsgericht stellte 2019 einstimmig fest, dass eine solche Pflicht mit freedom of speech kollidiere, da ein solcher Warnhinweis andere visuelle Elemente der Werbung übertönen würde.
In einer Studie mit 2929 US-amerikanischen Fünfjährigen wurde der tägliche Genuss mehrerer kohlensäurehältiger Erfrischungsgetränke mit Verhaltensauffälligkeiten (Aggressivität, Aufmerksamkeitsdefizit) in Verbindung gebracht; einen ursächlichen Zusammenhang konnte diese Studie jedoch nicht aufzeigen.